# Ferrières (Belgia)
Ferrières (fr. wym. [fɛrjɛɾə], wa. Fèrîre) – miejscowość i gmina (commune) w Belgii, w Regionie Walońskim, w prowincji Liège, w okręgu Huy. Według Dyrekcji Generalnej Instytucji i Ludności, 1 stycznia 2024 roku gmina liczyła 5122 mieszkańców.

## Podział administracyjny
W skład gminy wchodzą cztery dzielnice (section):
- My
- Vieuxville
- Werbomont
- Xhoris

## Osoby

### związane z miejscowością
- Richard Heintz (1871–1929), malarz
- Marcel Lagasse (1880–1974), malarz

## Współpraca
Miejscowość partnerska:
- Chablis, Francja